# Rumänische Küche

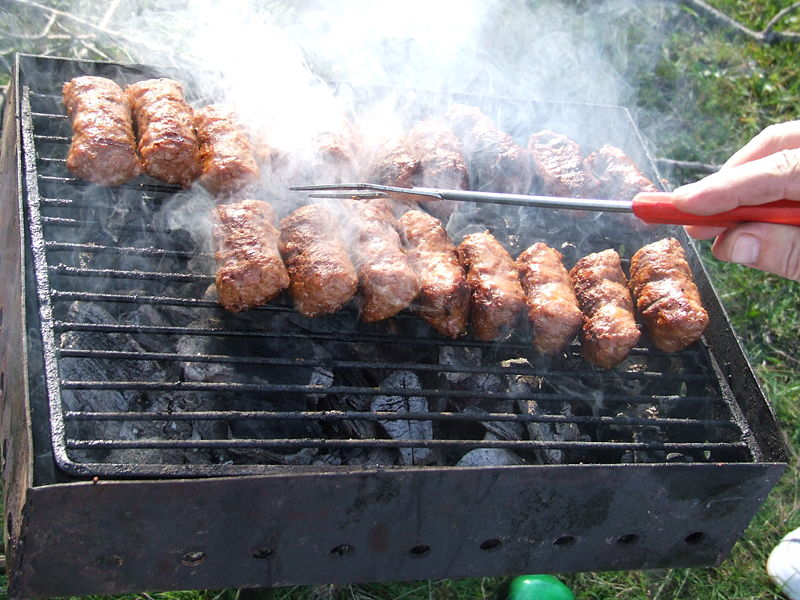
Mititei (Mici)

Die rumänische Küche ist die Landesküche Rumäniens. Dabei unterscheidet man historisch wie kulturell die Küchen des Ardeals, der Walachei und die der moldauischen Gebiete an der Grenze zur Republik Moldau mit deren Landesküche.
Ein wichtiges Grundnahrungsmittel ist Mais. Er wird in Form von Maisgrieß und Maismehl beim Kochen und Backen verarbeitet. Als ein Nationalgericht gilt Mămăligă, ein fester Maisbrei. Das Fleisch und die Milch von Schafen spielen ebenfalls eine sehr große Rolle. Die Kartoffel hingegen hat eine eher untergeordnete Bedeutung und wird allenfalls als Beilage verwendet.

## Typische Gerichte
- Ardei umpluți – Gefüllte Paprika

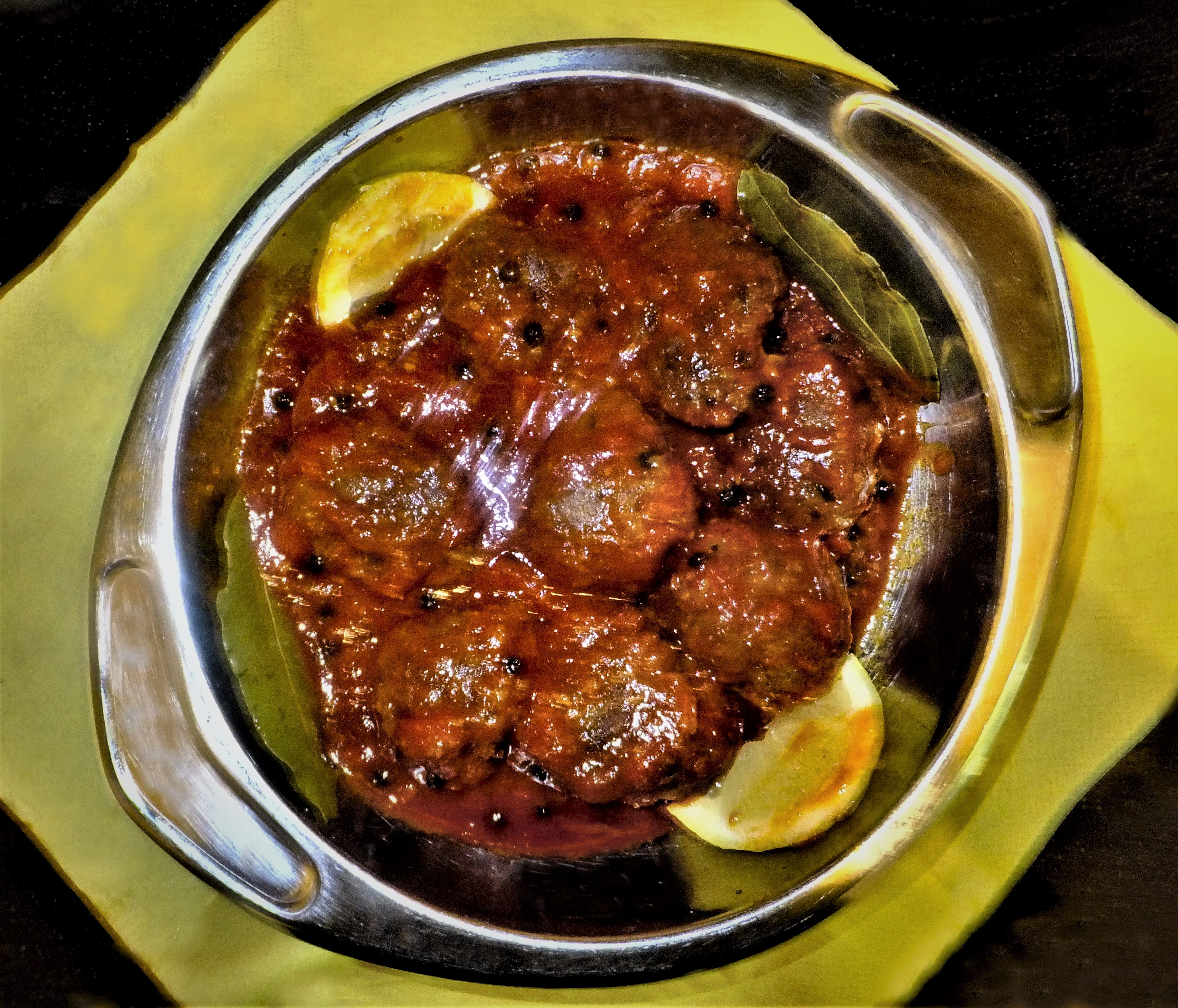
Chifteluțe marinate

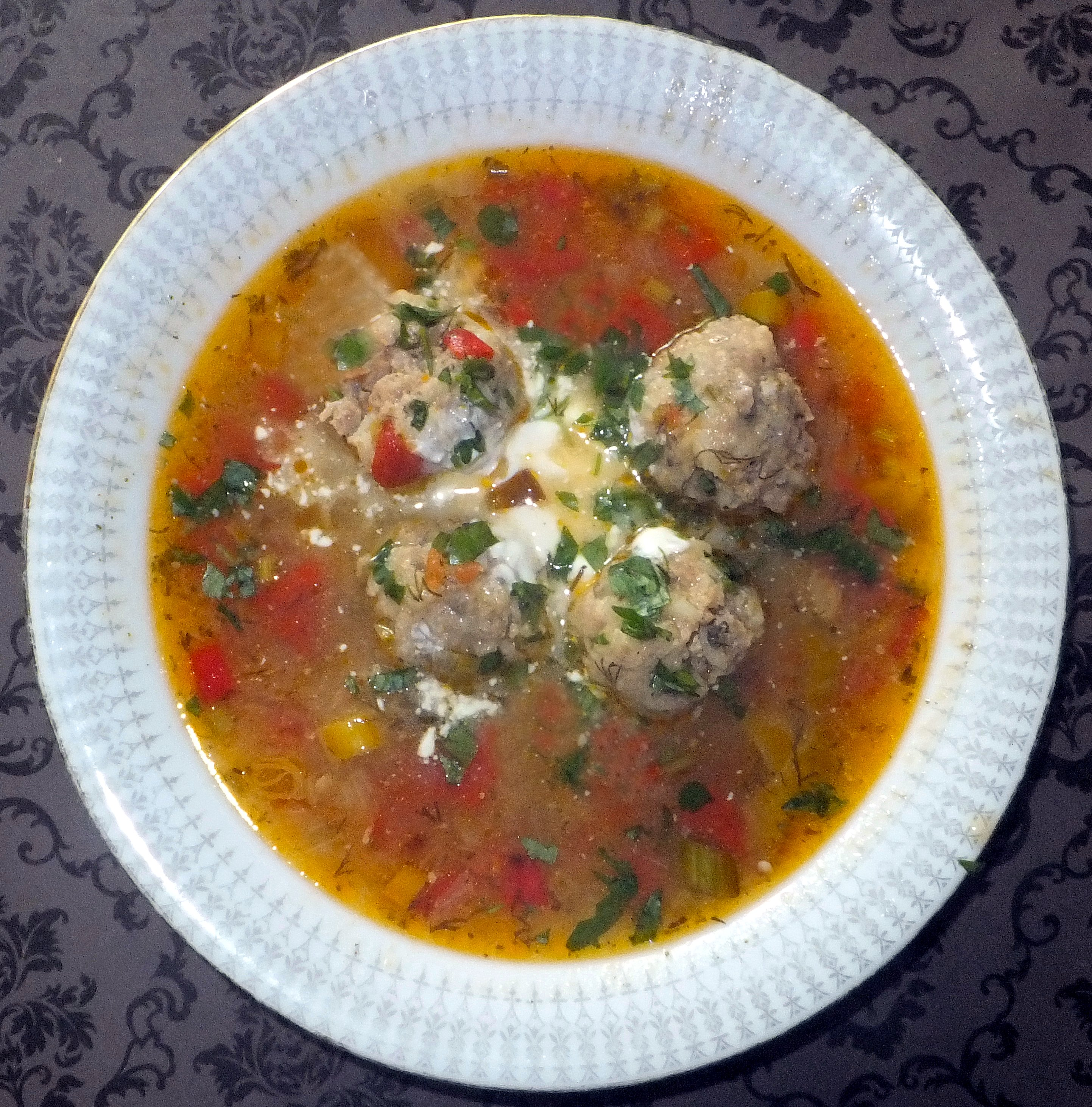
Ciorbă cu perișoare

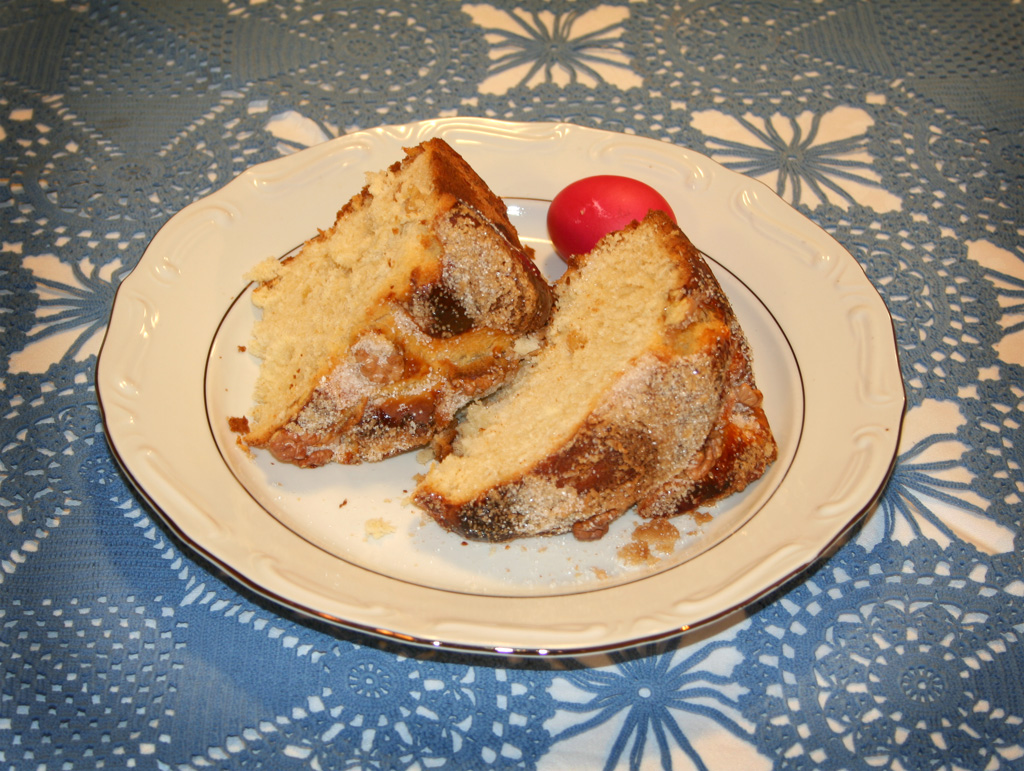
Cozonac

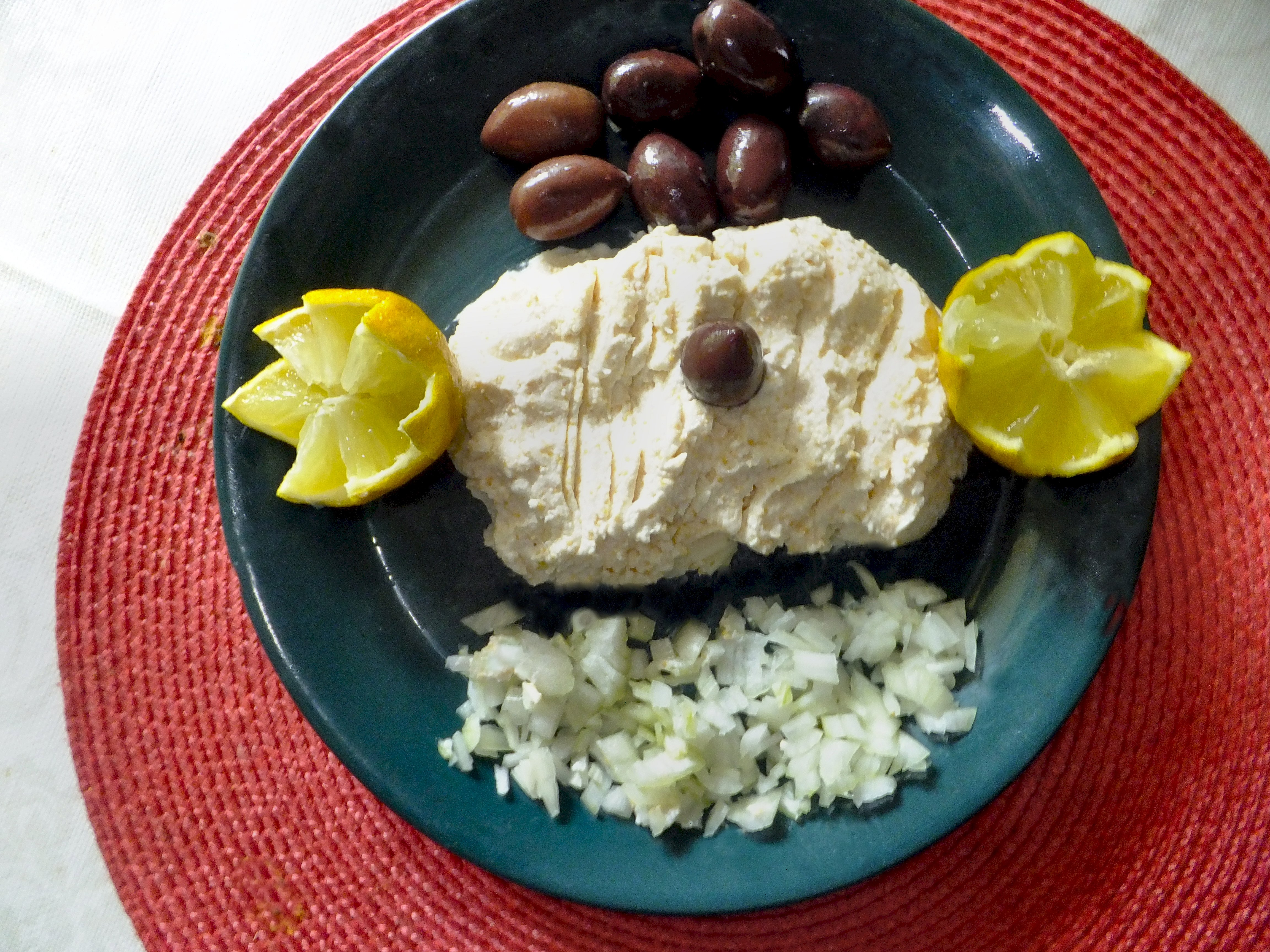
Salată de icre

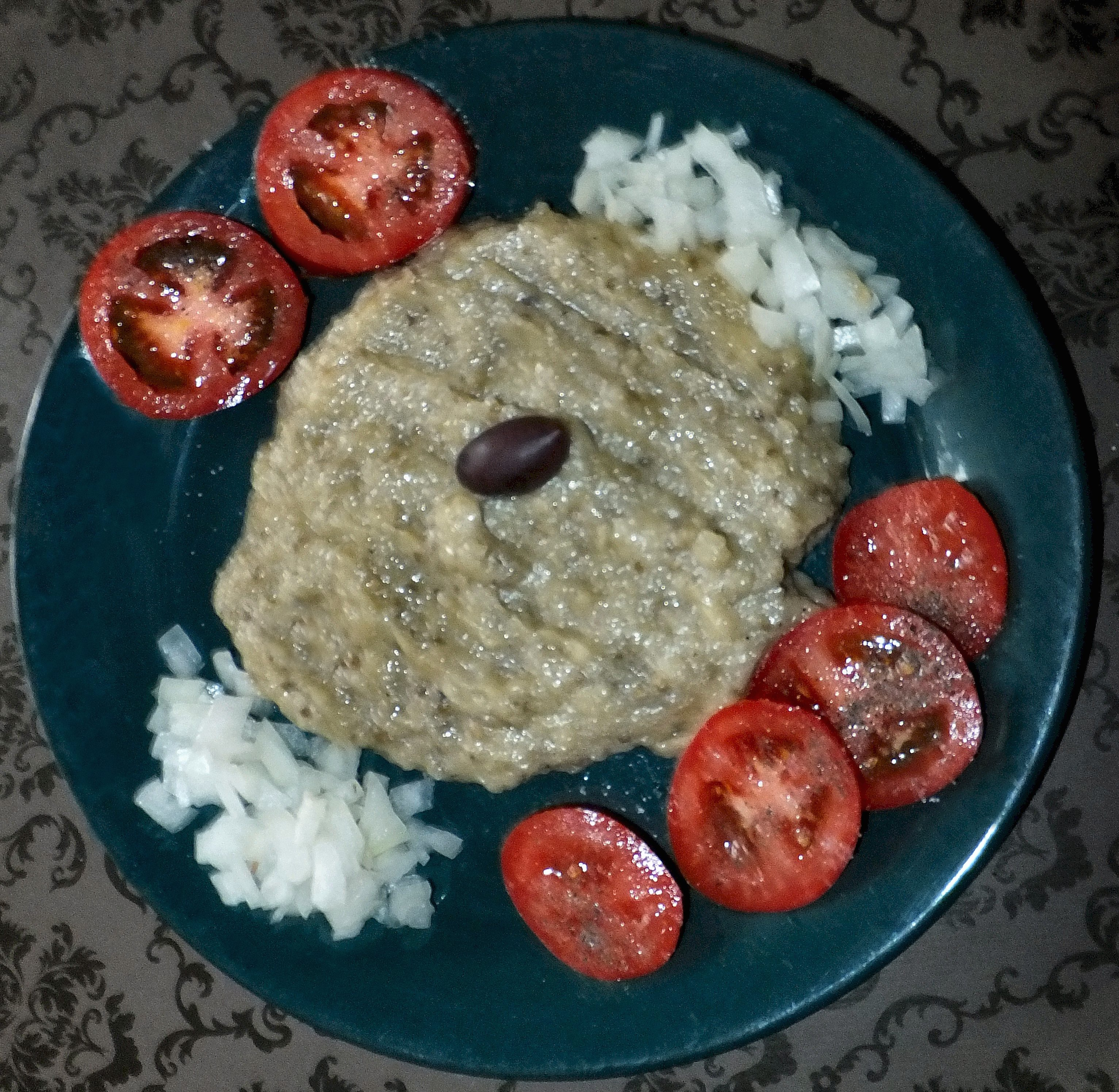
Salată de vinete

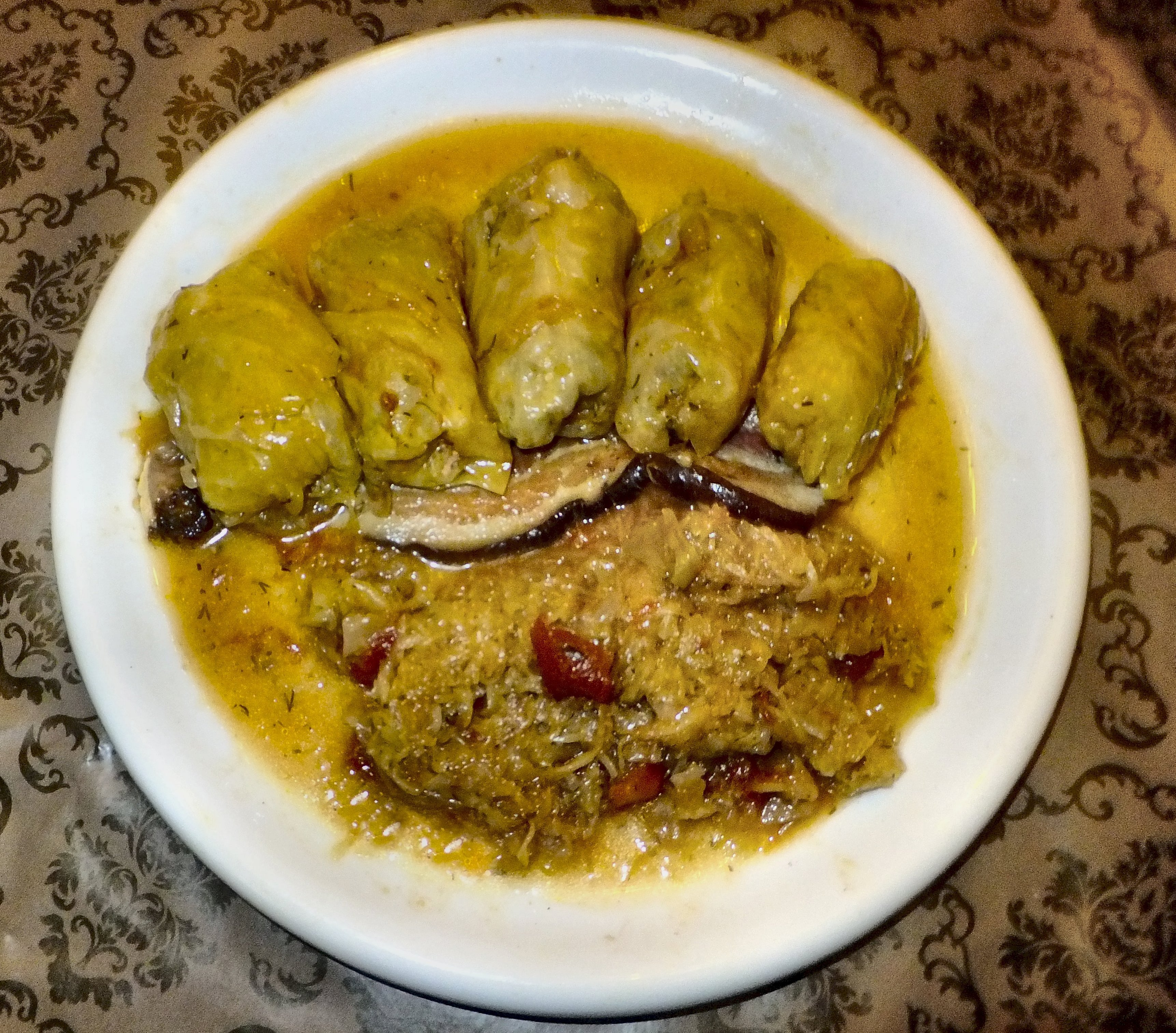
Sarmale de varză acră

- Bulz – Mit Mămăligă ummantelter Schafskäse
- Caltaboș – Traditioneller Presssack
- Cașcaval Hartkäse aus Kuh- oder Schafskäse
- Chifteluțe marinate – Marinierte Fleischbällchen in spezieller Tomatensauce
- Ciorbă de burtă – Kuttelsuppe
- Ciorbă de perișoare – säuerliche Hackfleischklößchensuppe mit Gemüseeinlage
- Coliva – rumänische Roggentorte
- Cozonac – süßer Hefekuchen
- Lapte de pasăre – Eischaum in Vanille-Milch
- Mămăligă  – Brei aus Maisgries
- Mititei – gegrillte Hackfleischröllchen
- Mujdei – eine Knoblauchsoße
- Pârjoale moldovenești – „Frikadellen moldavischer Art“ gefüllt mit Kartoffeln, Möhren, Zwiebeln, Dill und Petersilie
- Sarmale de varză acră – mit Hackfleisch und Reis gefüllte sauere Krautwickel, in der Fastenzeit vor Ostern auch mit Gemüse
- Sărmăluțe cu foi de viță – Weinblätterrouladen mit Hackfleisch
- Papanași – Quarkknödel mit Sauerrahm und Obst
- Pastramă – geräuchertes Rindfleisch in Paprikamantel
- Salată de icre – Fischrogensalat
- Salată de vinete – ein Auberginenaufstrich
- Telemea – Käse nach Fetaart aus Büffel-, Kuh- oder Schafskäse
- Tocăniță de carne cu gutui – Fleisch-Quitten-Eintopf
- Țuică – Pflaumenschnaps
- Vișinată Schnaps auf Sauerkirschbasis
- Zacuscă – ein Gemüseaufstrich aus Auberginen und Paprika